# 's-Gravendeel

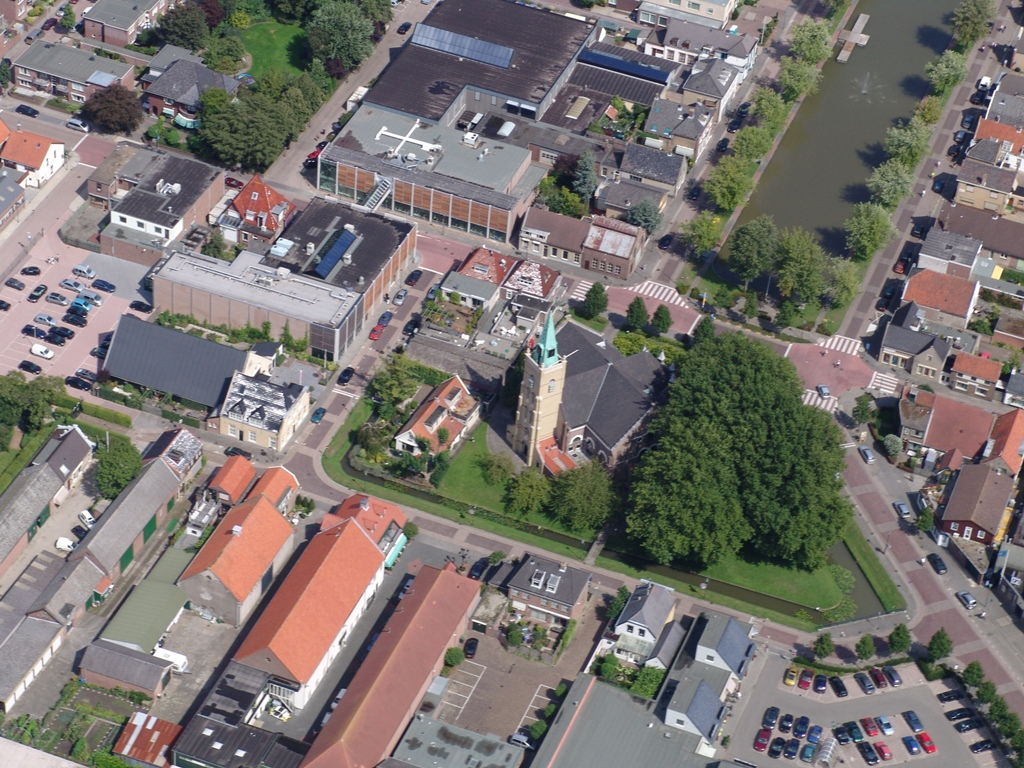
Kyrkan med vallgrav runt om.

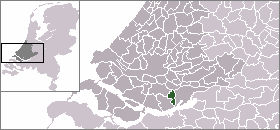
'S-Gravendeels läge.

's-Gravendeel var en kommun i provinsen Zuid-Holland i Nederländerna. Kommunens totala area var 20,69 km² (där 1,77 km² är vatten) och invånarantalet var på 8 875 invånare 2004. Kommunen har sammanfogats med Binnenmaas.